# Groß-Siegharts
Groß-Siegharts osztrák város Alsó-Ausztria Waidhofen an der Thaya-i járásában. 2018 januárjában 2775 lakosa volt.

## Elhelyezkedése

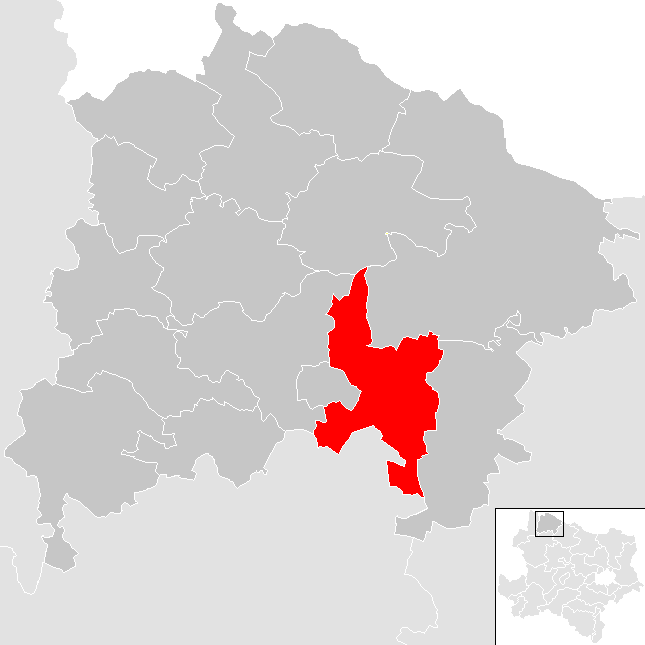
Groß-Siegharts a Waidhofen an der Thaya-i járásban

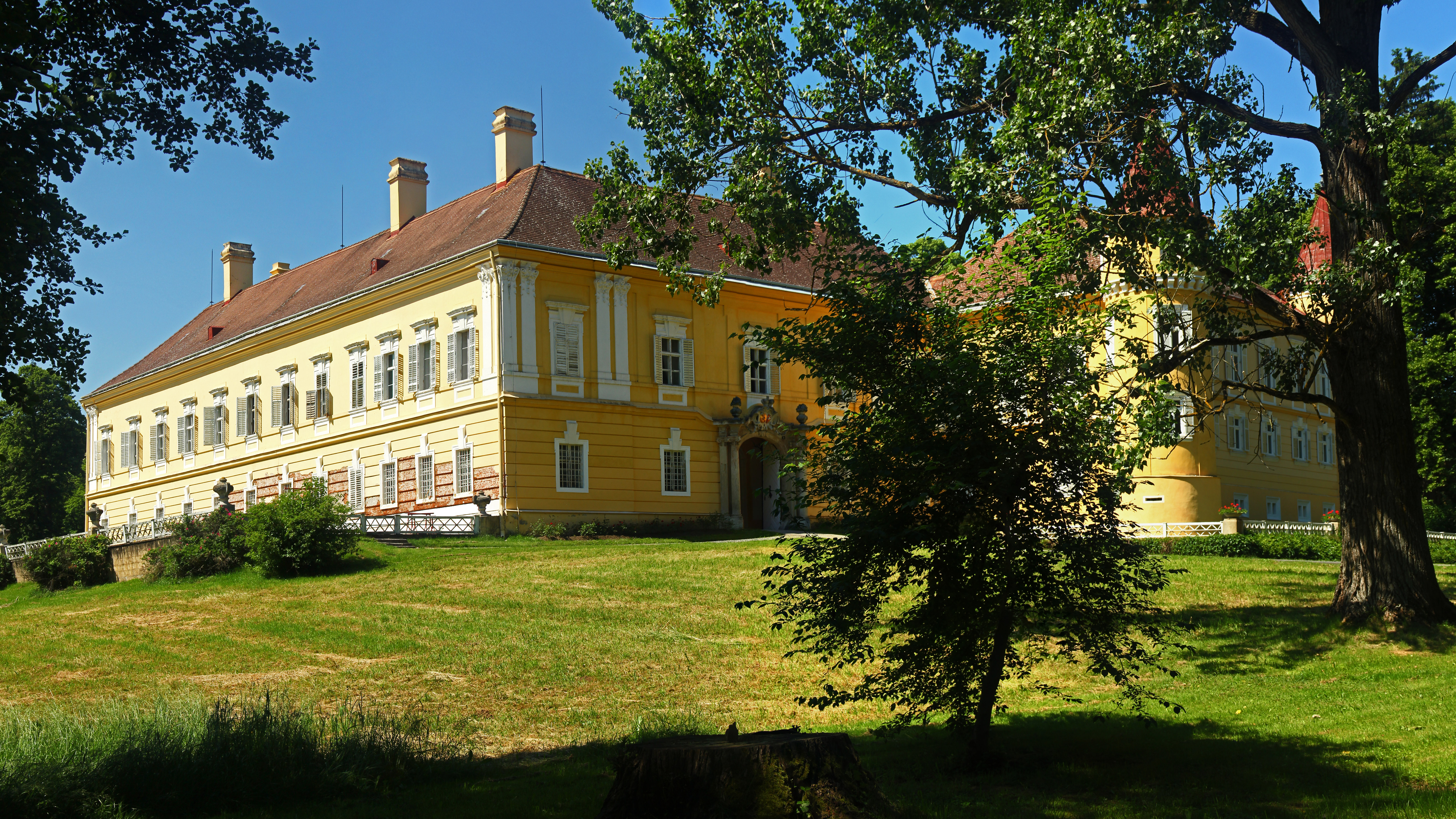
A weinerni kastély

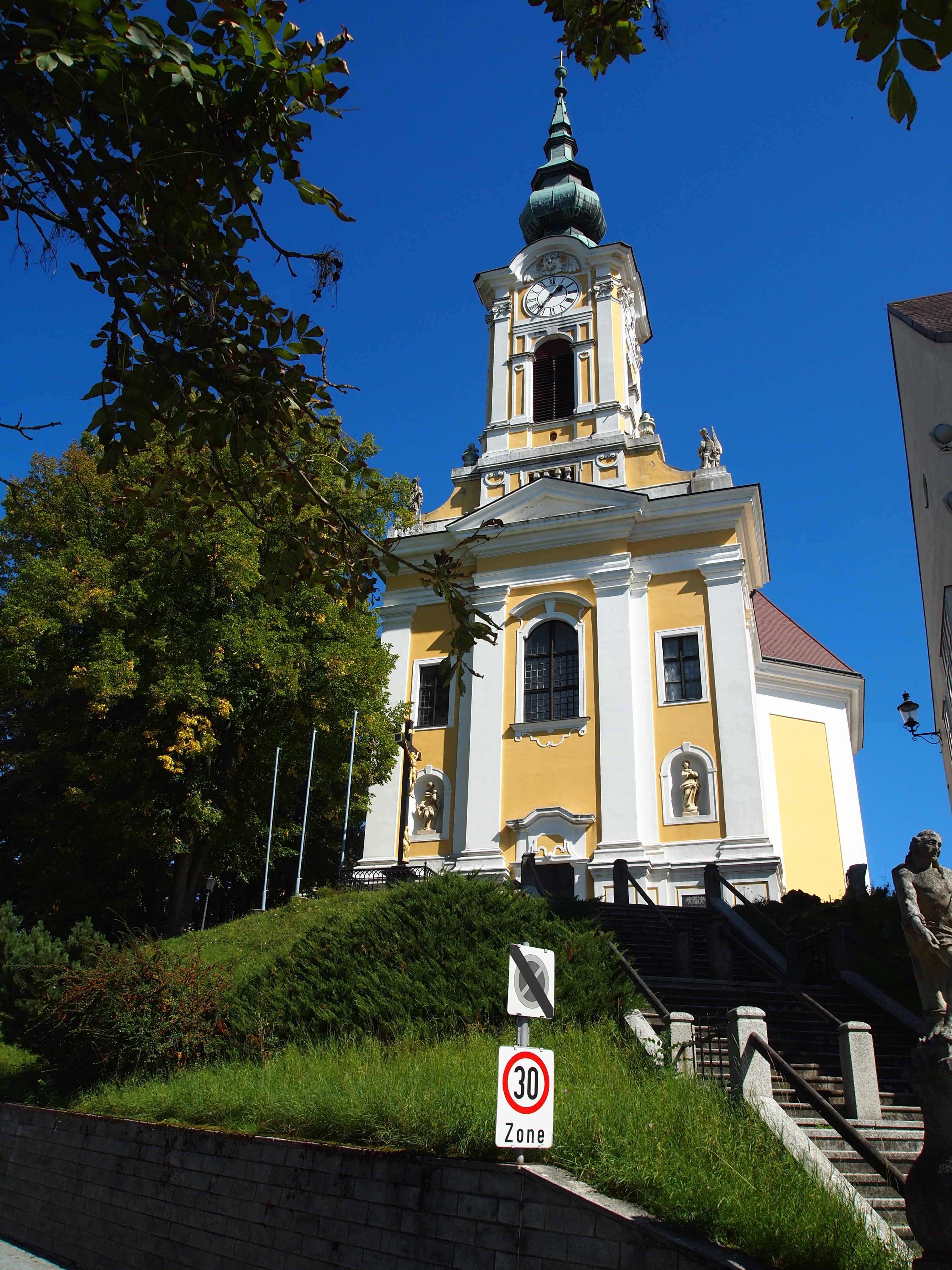
A Keresztelő Szt. János-plébániatemplom

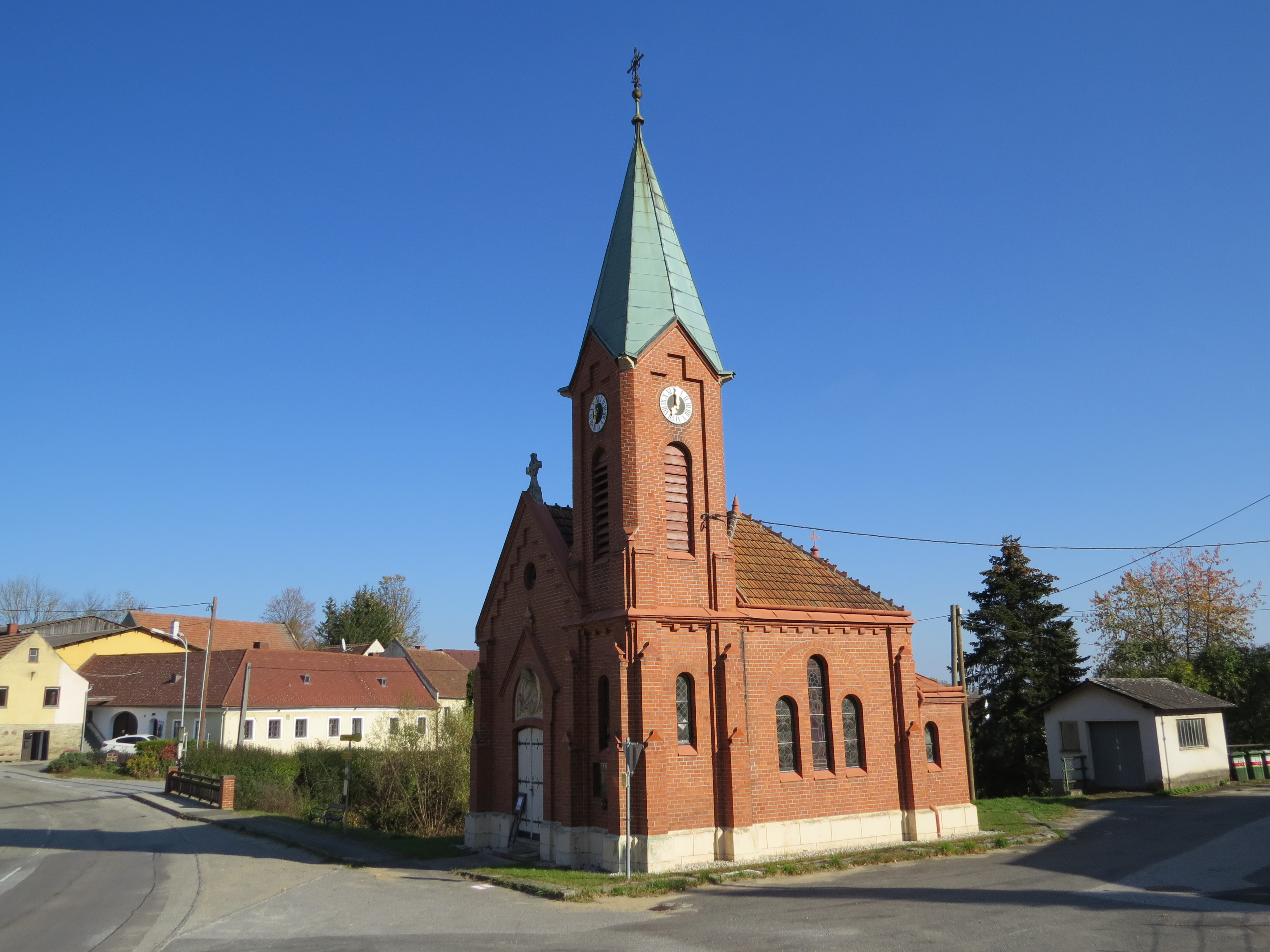
Weinern kápolnája

Groß-Siegharts Alsó-Ausztria Erdőnegyedének (Waldviertel) északi részén fekszik. Legfontosabb folyóvizei a Sieghartser Bach és a Fistritzbach. Területének 39,17%-át erdő borítja. Az önkormányzat 8 településrészt és falut egyesít: Ellends (114 lakos 2018-ban), Fistritz (111), Groß-Siegharts (1992), Loibes (47), Sieghartsles (76), Waldreichs (266), Weinern (70) és Wienings (99). A kataszteri közösségek Ellends, Fistritz, Groß-Siegharts, Loibes, Sieghartsles, Waldreichs, Weinern és Wienings.
A környező önkormányzatok: nyugatra Waidhofen an der Thaya és Dietmanns, északnyugatra Karlstein an der Thaya, északra Raabs an der Thaya, keletre Ludweis-Aigen.

## Története
Groß-Sieghartsot 1299-ben említik először. 1720 körül Johann Christoph Ferdinand von Mallenthein gróf ambiciózus vállalkozásba kezdett, a birtokaihoz tartozó kis falut a textilipar központjává kívánta tenni. Egész Európából képzett textilmunkásokat toborzott és 180 műhelyt állított fel, ahol 6-10 ember lakott és dolgozott. A gróf iparosítási törekvése megbukott ugyan, de hosszú távon megalapozta a térség textiliparhoz való viszonyát. A 19. század végén már 6 ilyen üzem működött Groß-Sieghartsban, 1900 körül több százan dolgoztak a gyárakban. 
Groß-Sieghartstot 1727-ben emelték mezővárosi, 1928-ban pedig városi rangra.

## Lakosság
A groß-sieghartsi önkormányzat területén 2018 januárjában 2775 fő élt. A lakosságszám 1951 óta (akkor 4073 fő) folyamatosan csökken. 2016-ban a helybeliek 96,1%-a volt osztrák állampolgár; a külföldiek közül 0,5% a régi (2004 előtti), 0,5% az új EU-tagállamokból érkezett. 0,8% a volt Jugoszlávia (Szlovénia és Horvátország nélkül) vagy Törökország, 2,1% egyéb országok polgára. 2001-ben a lakosok 91,1%-a római katolikusnak, 1,6% evangélikusnak, 6% pedig felekezeten kívülinek vallotta magát. Ugyanekkor 4 magyar élt a városban.

## Látnivalók
- a groß-sieghartsi kastély reneszánsz eredetű, ma a polgármesteri hivatalnak, a városi könyvtárnak, a textilmúzeumnak és az egyházi múzeumnak ad otthont.
- a weinerni kastély
- a Keresztelő Szt. János-plébániatemploma
- Weinern kápolnája
- Ellends kápolnája
- a wieningsi Ferenc József-múzeum

## Testvértelepülések
- Dačice (Csehország)
- Gaming (Alsó-Ausztria)
- Poniatowa (Lengyelország)

## Fordítás
- Ez a szócikk részben vagy egészben  a   Groß-Siegharts című német Wikipédia-szócikk ezen változatának fordításán alapul.  Az eredeti cikk szerkesztőit annak laptörténete sorolja fel. Ez a jelzés csupán a megfogalmazás eredetét és a szerzői jogokat jelzi, nem szolgál a cikkben szereplő információk forrásmegjelöléseként.